# Coryphagrion grandis
Coryphagrion grandis is een libellensoort uit de familie van de reuzenjuffers (Pseudostigmatidae), onderorde juffers (Zygoptera).
De soort staat op de Rode Lijst van de IUCN als kwetsbaar, beoordelingsjaar 2006.
De wetenschappelijke naam van de soort is voor het eerst geldig gepubliceerd in 1924 door Morton.